# Jegesmedve

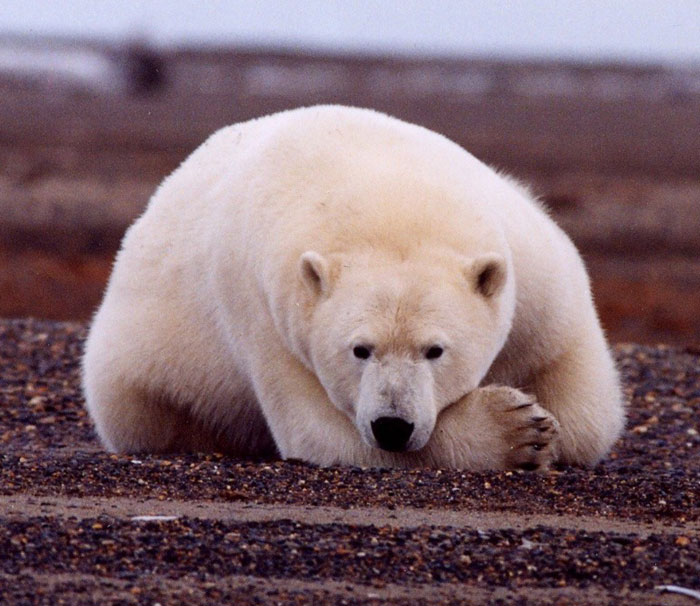

A jegesmedve (Ursus maritimus, korábban Thalarctos maritimus) a ragadozók rendjébe, ezen belül a medvefélék családjába tartozó, az Északi-sarkvidéken élő emlősfaj, rendjének második legnagyobb tagja.

## Előfordulása
A jegesmedve elterjedési területe az Északi-sarkvidék jégmezőinek déli része. A legtöbb jegesmedve szinte sohasem teszi a lábát igazi szárazföldre, többségük egész életét a sarkvidék befagyott vizein, a lassan sodródó jégmezőkön tölti.
Csak a párzásnál mennek stabil helyre.

## Megjelenése
A ragadozó emlősök rendjének legnagyobb testű képviselője (a kodiak-medve mellett). Teste nyúlánk, feje és arcorra megnyúlt, szemfoga gyengén fejlett, apró füle és rövid farka csökkenti a hőleadást. Szeme kicsiny, nyaka hosszú, lábai a többi medvéénél jóval szélesebbek és hosszabbak, lábszárai rövidek, de vastagok és izmosak, ujjait csaknem hosszúságuk feléig úszóhártya köti össze, karmai rövidek. A többi medvénél jóval nagyobb; testhossza 1,8–3 méter; vállmagassága 1,22–1,6 méter, a hím testtömege 350–700 kilogramm; a nőstény testtömege 150–300 kilogramm (terhesen a nőstény elérheti az 500 kilogrammot). A legnagyobb vadon élő jegesmedve felágaskodva 3,39 méter magas és 1002 kilogramm tömegű volt.  Bundája tömött szőrű, és a mai élő emlősök legjobb hőszigetelő szőrzete. A fiatal példányoknál ezüstfehér, az öregeknél sárgás árnyalatú. Téli álmot nem alszik. Zápfogainak felülete tarajos.

## Életmódja
A jegesmedve szinte állandóan vándorúton van, s emiatt még saját territóriumot sem tart. Ezen nem is csodálkozhatunk, hiszen a jégmezők nemigen szolgálnak bőséges táplálékkal, és viszonylag nagy utat kell megtenniük az állatoknak ahhoz, hogy napi táplálékukat beszerezzék. Zsákmány után kutatva akár napi 70 km-es távolságot is megtesznek. Míg sok más medvefaj étrendjén igen jelentős a növényi eredetű táplálékok szerepe, a jegesmedve csak a sarki nyár hónapjaiban fogyaszt egy kevés zuzmót, mohát vagy bogyót, de azt is csupán étrendi kiegészítésként. Táplálékának zöme állati eredetű, s mivel a sarkvidék zord körülményei közt nemigen válogathat, szinte mindent megeszik. Ez a hatalmas, talán lomhának tűnő állat nagy ügyességgel halászik, ha pedig vadászik, kitartóan üldözi zsákmányát. A hal mellett egyik kedvenc táplálékát a fókák képezik, de olykor madarakat és rénszarvasokat is zsákmányul ejt, sőt a dögöt sem veti meg. A jegesmedve egyébként az északi sarkvidék jégmezőinek csúcsragadozója, természetes ellensége jóformán nincsen. A kardszárnyú delfinen, a nagy ámbrásceten és a grönlandi cápán kívül talán csak a rozmárok hatalmas agyarai jelentenek számára veszedelmet, rozmár azonban legfeljebb csak akkor támad jegesmedvére, ha a fiatal rozmárokat védi.
A jegesmedvék kitűnő úszók. Úszás közben akár a tíz kilométeres sebességet is elérhetik. Fejjel előre ugranak bele a vízbe, mint a kutyák, és úszás közben a kutyaúszáshoz hasonlóan csak mellső lábukat használják, hátsó lábukat maguk után húzzák. Nyitott szemmel merülnek a víz alá, s ott akár két percig is kibírják levegővétel nélkül.
Szaglásuk igen kifinomult, a fóka szagát 1,5 km távolságról is megérzik, 1 m-es hó alatt is. Akár 40 km/óra sebességgel is tudnak futni, és hosszabb ideig 3-6,5 km/óra átlagsebességgel haladni.

## Szaporodása
A párzás április-május körül zajlik, amikor a medvék közelebb kerülnek egymáshoz a fókák vadászata miatt. A hímek már 100 km-ről is megérzik a nőstény szagát. A hímek ilyenkor összeverekednek a párzás jogáért, ezek gyakran sérülésekkel járnak. A párzás váltja ki a nőstényben az ovulációt. A megtermékenyített magzat „felfüggesztett” állapotban marad augusztus-szeptemberig. Ez alatt az idő alatt a nőstény hatalmas mennyiségű táplálékot fogyaszt el, testtömege legalább 200 kg-mal növekszik! A vemhes nőstény a sarki tél legzordabb szakaszában hóba és jégbe vájt barlangjába húzódik vissza, ahol egyfajta hosszan tartó alvó állapotba kerül, melynek során szívverése a szokásos percenkénti 46-ról 27-re csökken, testhőmérséklete azonban normális marad. Itt hozza világra bocsait átlagosan 240 napi vemhesség után. Az ellés november és február között történik, ellésenként általában kettő, néha csak egy bocs születik. Testtömegük születésükkor kb. 1 kg, meztelenek, süketek és vakok. A bocsok életük első hónapjaiban csak felszín alatti lakásukat ismerik, az anyamedve csak az ellés után négy hónappal vezeti ki a bocsokat a szabad ég alá. A bocsok ezután még elég sokáig, mintegy két esztendős korukig maradnak anyjukkal, s csak ezután kezdik meg önálló életüket.

## Tápláléka és vadászata
A jegesmedve fő tápláléka a fóka, jóllehet általában csak a fókazsírt, a bőrt és a belsőségeket eszi meg, a húst nem. Egy léknél áll lesben vagy lopakodva közelíti meg áldozatát, amikor a fókacsapat a jégen napozik. Mancsával végzetes csapást mér a fóka vékony koponyájára. Nyár végén, ősz elején a jegesmedvék bálna- és rozmártetemek után kutatnak a partvidéken. Olykor tíz-húsz jegesmedvéből álló csoportot lehet megfigyelni, amint tetemekből lakmároznak. Ebben az évszakban nagyobb kiterjedésű szárazföld áll rendelkezésre a vadászatra, így a jegesmedvék táplálkozása is változatosabb, hiszen szárazföldi emlősöket is esznek, például rénszarvasokat is.

## Érdekességek

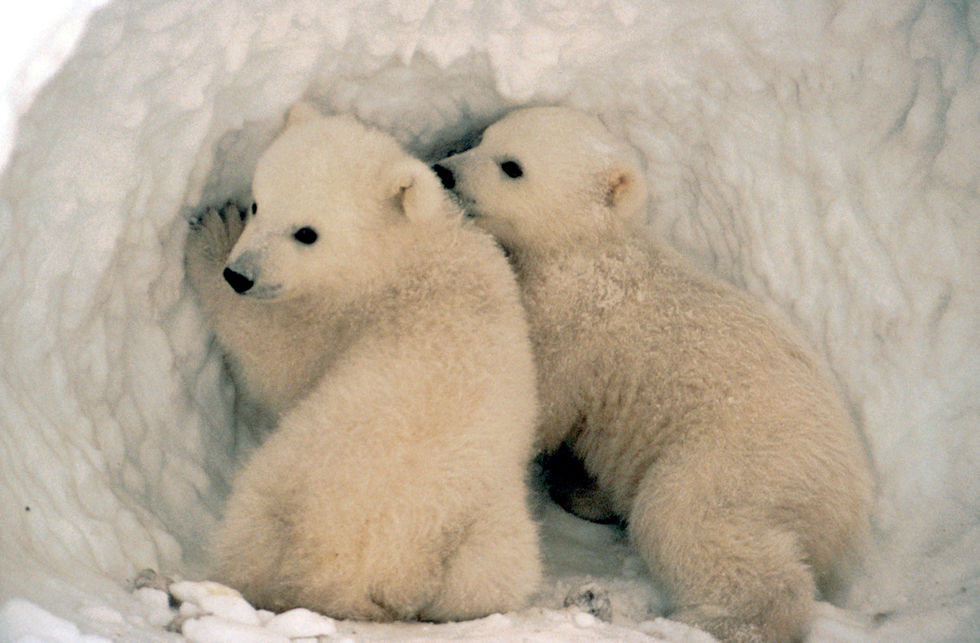
Jegesmedve (Ursus maritimus) bocsok

A jegesmedve igen jól alkalmazkodott az északi sarkvidék hidegéhez. Bundája olyan jól szigetel, hogy a jegesmedve gyakorlatilag nem veszít hőt az orrának felületét leszámítva, hőkamerával majdnem észrevehetetlen a hideg tájban. Ez okozza azonban sebezhetőségét is, meleg időben sem képes hőt leadni és már viszonylag alacsony hőmérsékleten is hőgutát kap. A hőszigetelésben nemcsak vastag bundájának jut kiemelkedő szerep, hanem a bőr alatti zsírrétegnek is, amely egy-egy bőséges időszakot követően több centiméter vastag is lehet. A zsírréteg nemcsak hőszigetelést, vagy mechanikai védelmet jelent az állat számára, hanem tartalék tápanyagforrást is a zsákmányban szűkös időszakokra. Bundája valójában nem egybefüggő fehér, hanem optikai csalódásként a fényvisszaverődés miatt látjuk annak. A fehér szőrszálak közt üreges, átlátszó szálak helyezkednek el. Szerepük, a hőszigetelés illetve az úszás könnyítése. Alatta a bőre fekete. Az üreges szőrszálak abban is segítenek az állatnak, hogy úszás közben nagyobb legyen a felhajtóereje. A jegesmedve bundája és zsírja az ember figyelmét is felkeltette, s emiatt az északi eszkimók már évezredek óta vadásszák ezeket az állatokat. Az utolsó néhány évszázadban azonban a jegesmedvék irtása egyre nagyobb, aggasztó méreteket öltött.
A jegesmedve és a grizzly medve olykor a természetben is kereszteződik, habár a hibridek rendkívül ritkák.
A jegesmedve talpa szőrös, ezért biztonsággal jár a jégen.
A jegesmedvét a hófödte tájból kivillanó koromfekete orra könnyen elárulja: világos nappal, távcsővel akár tíz kilométer távolságból is megpillanthatjuk. Egy régi eszkimó legenda szerint, amikor a fókák felé lopódzik, orrát a mancsával eltakarja, nehogy leleplezze magát. Ilyen viselkedést azonban sosem sikerült dokumentálni.
Magyarországon a Nyíregyházi Állatparkban tartanak jegesmedvéket.

## Veszélyeztetettség
Ötven éven belül eltűnhet a jegesmedvék kétharmada a Földről a globális felmelegedés, az északi sarki jégtakaró vékonyodása következtében.